# 広瀬神社 (狭山市)
広瀬神社（ひろせじんじゃ）は、埼玉県狭山市広瀬にある神社。式内社で、旧社格は県社。

## 祭神
現在の祭神は次の6柱。
主祭神
- 若宇加能売命（わかうかのめのみこと）

相殿神
- 神火産霊命（かみほのむすびのみこと）
- 木花咲耶姫命（このはなさくやびめのみこと）
- 塞三柱神
  - 八衢比古命（やちまたひこのみこと）
  - 八衢比売命（やちまたひめのみこと）
  - 久那斗命（くなとのみこと）

若宇加能売命・神火産霊命は、この神社の本社とされている大和国の廣瀬大社の祭神である。廣瀬大社側の伝承によると、若宇加能売命は豊宇気比売大神・宇加之御魂神と同神という。一方、神火産霊命は火の神・カグツチの別名であり、廣瀬大社側の「穂雷命」に相当する。
この他の神々は明治40年（1907年）の神社合祀の際、愛宕神社と浅間神社を合祀した際に祭神となったものである。木花咲耶姫命が旧浅間神社、八衢比古命・八衢比売命・久那斗命が旧愛宕神社の祭神である。八衢比古命は猿田彦命、八衢比売命は天宇受売命と同一神であり、久那斗命は神格不明であるが災いを遮る神とされ、道祖神として信仰されていたものであった。
ただし『新編武蔵風土記稿』によれば、江戸時代には祭神が「白髭明神」とされていたことが分かっている。元の祭神と全く異なるが、これは「白髭明神」の別名を持つ高麗神社を祀っていた高麗氏の菩提寺・聖天院の末寺が別当寺であったことが影響していると考えられている。

## 歴史
創建は、社伝によれば景行天皇代に日本武尊が東征の折、この地を通りかかった際、この地が大和国広瀬郡川合（現在の奈良県北葛城郡河合町）に似ているとして、その地に祀られていた廣瀬大社の神々を分祀し、武運長久と五穀豊穣を願ったことによる。
これを信ずれば当神社は廣瀬大社の分社ということになるが、日本武尊自身が伝説的人物である上、廣瀬大社にも武蔵国に分祀を行ったという記録は残されておらず、分社であるとは認めがたい。現在では「広瀬」の社号は廣瀬大社に由来するものではなく、この地が川の合流点に位置し広く瀬が広がっているから「広瀬」という自然地名からついたもので、偶然の一致であるとされる。
しかし入間郡内でも有力な古社であったのは事実で、六国史である『日本文徳天皇実録』の嘉祥3年（850年）6月3日條に「詔以武藏國廣瀬神。常陸國鴨大神御子神主玉神。並列於官社」として、官社に列せられたことが記されている。
またそれから約80年後の延長5年（927年）にまとめられた延喜式神名帳では、そのまま「廣瀬神社」の名で武蔵国入間郡五座の一座に列せられている。
江戸時代には新義真言宗の寺であった宝蔵寺（現在は廃寺）が別当寺となり、上広瀬村・下広瀬村の鎮守となった。なお、文政6年（1823年）11月に宝蔵寺の火災の延焼により古文書を焼失している。
明治6年（1873年）に郷社に列せられたが、社格が低すぎるとして当神社の神官であり名主→戸長であった清水宗徳が社格を上げるよう運動し、翌7年（1874年）に県社へ昇格した。また同時期に境内に「幼育学校」を創立、神官の育成に努めてもいる。
明治40年（1907年）に愛宕神社・浅間神社を合祀。また2年後の明治42年（1909年）には境内北隅にあった本殿を中央に移し、拝殿を新築した。現在の建物は昭和50年（1975年）に改築修繕されたものである。

## 境内

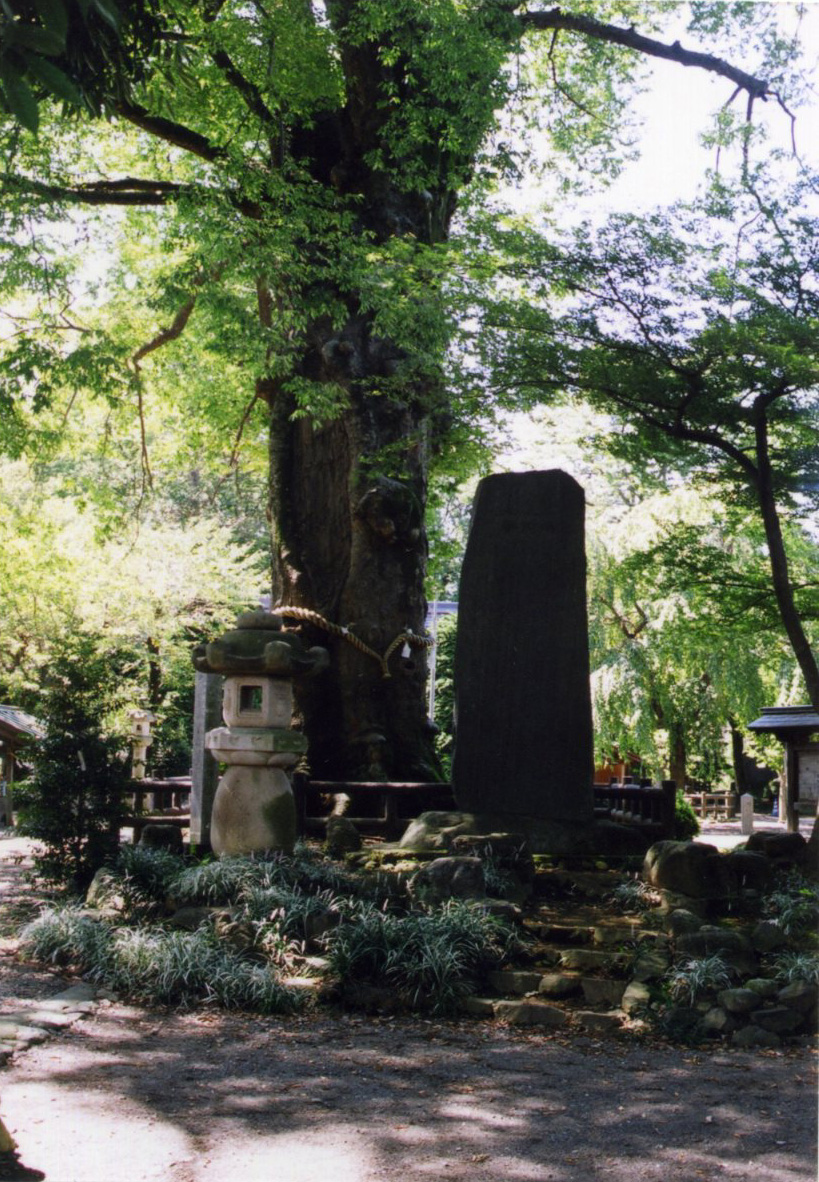
拝殿前の大ケヤキと清水宗徳頌徳碑

末社
- 稲荷神社
- 八幡大神社
- 霞神社

広瀬地区出身の戦没者を祀る。いわゆる招魂社。
植物
- 大ケヤキ

境内参道入口横と拝殿前に各1本ずつそびえ立つケヤキの大木。現在は2本だが、『新編武蔵風土記稿』によればかつては3本であったという。双方ともに樹齢約800年、高さ30メートル、幹回り6メートルを超える巨木で、埼玉県内でも極めて珍しい。埼玉県指定記念物・天然記念物。
石碑
- 清水宗徳頌徳碑

当神社の神官であり、上広瀬村の名主→戸長であった清水宗徳の頌徳碑。清水は衆議院議員を2期務めるとともに、入間郡地域の殖産興業に努めた。その偉業を讃えて大正3年（1914年）に岡野近三らにより境内の大ケヤキの前に建てられたものである。
なお、境内には狛犬が存在しない。これは主祭神が女性神であり、荒々しいものを嫌うとされているためである。また社叢は「狭山市廣瀬神社社叢ふるさとの森」に指定されている。

## 社宝
- 広瀬郷旦那衆奉納懸仏
- 崇光天皇宸翰
- 「備州長船祐定」銘刀剣
- 「豊後国住人僧定秀下山種八郎尉」銘刀剣